# Rio Cubic
O Rio Cubic é um rio da Romênia, afluente do Ier, localizado no distrito de Satu Mare.